# Termas de Polques
Las Termas de Polques son un conjunto de pozas y piscinas de aguas termales en Bolivia, ubicadas en la región del Altiplano andino. Administrativamente se encuentran en el municipio de San Pablo de Lípez de la provincia de Sud Lípez en el departamento de Potosí. Están ubicadas en el borde occidental de la Laguna Salada, que a su vez se encuentra dentro del Salar de Chalviri, en el área protegida Reserva nacional de fauna andina Eduardo Abaroa. La presencia de estas aguas termales en medio del desierto gélido de la Puna seca son el resultado de la actividad geotérmica y volcánica de la región. Las termas de Polques están a 4394 m s. n. m., a los pies del volcán Polques, y cuenta con aguas a una temperatura de 29 °C de promedio.
Las termas de Polques son normalmente visitadas por turistas que recorren el área protegida Eduardo Abaroa, donde se encuentran las lagunas de colores, así como el Desierto Salvador Dalí. En las cercanías de las termas hay un restaurante y servicios sanitarios, así como un hostal.

## Acceso
Desde la ciudad de Uyuni, la Ruta Nacional 5 conduce por 63 km al suroeste, pasando por el río Grande de Lípez hasta la bifurcación con la carretera 701, en dirección al paso fronterizo con Chile, en Hito Cajón. La carretera 701 sigue en dirección suroeste hasta llegar a Alota, desde donde se bifurca otro camino que entra a la Reserva nacional de fauna andina Eduardo Abaroa y desde donde se puede tomar el camino que lleva a las aguas termales de Polques.